# Ibrahim Sulejmani
Ibrahim Sulejmani, fils de Rufat Sulejmani est un ancien combattant de l'Armée de libération nationale (UÇK) aussi appelée UÇK-M pour préciser l'appartenance à l'ancienne république yougoslave de Macédoine, à ne pas confondre avec l'UÇK (armée de libération du Kosovo). Il a participé aux combats des guérilleros albanais contre l'armée macédonienne.
Pendant la guerre, il prend le nom de guerre de « commandant Mimi ».
À la fin de la guerre, les accords d'Ohrid promettent l'amnistie de tous les soldats de l'UÇK et la destruction des armes de l'UÇK.
Les procès pour crimes de guerre contre des anciens soldats de l'UÇK sont arrêtées par la justice, sauf dans le cas d'Ibrahim Sulejmani, accusé de crimes de guerre. Il est condamné à 15 ans de prison pour la disparition de 4 Macédoniens en 2001 près de Tetovo. Sa peine commence en 2003,.
En octobre 2012, Sulejmani est retrouvé mort dans sa cellule de la prison de Štip.